# Tiszteletreméltó Leó Dupont
Tiszteletreméltó Leo Dupont (1797. január 24. – Tours, 1876. március 18.) 
Tiszteletreméltó Leo Dupont úgy ismert, mint Tours Szent embere, vagy  mint a Szent Arc apostola;  katolikus volt, és segített elterjeszteni számos katolikus áhítatot. Ilyenek voltak a Jézus Szent Arca tisztelet és az Éjszakai Szentségimádások elterjesztése. Tiszteletreméltóvá nyilvánította az apostoli Szentszék XII. Pius regnálása idején; jelenleg boldoggá avatására vár.

## Előélet
Mint Leo Papin Dupont született 1797. január 24-én egy cukorültetvényes családba, Martinique-re. Édesapja Nicolas Dupont francia ültetvényes; anyja egy martinique-i  kreol, Marie-Louise Gaigneron de Marolles. Leo hat éves korában elveszítette édesapját. A fiatal Leót Martinique-en járatták iskolába, majd a francia forradalom idején az Egyesült Államokban folytatta tanulmányait. Felsőfokú tanulmányokra Franciaországba küldték, a Pontlevoy-i Főiskolára.[1]
Természetéből és neveléséből adódóan fiatal korától kezdve vallásos volt. Theobald nevű testvérével jogot tanult Párizsban.
Vallásos szemlélete fejlődésével számos jócselekedetet kezdet végrehajtani. Bevallotta, hogy bűnösnek érzi magát amiatt, hogy egyszer egy kirándulás miatt nem tudott részt venni az áldozócsütörtöki szentmisén. Ám a lelki élete gyorsan fejlődött. Ebben az időszakban számos vallásos személlyel került kapcsolatba, mint például Saint Madeleine Sophie Barat*, a Szent Szív Társulat alapítójával.
Míg bejezte a jogász fokozatot, addig mintegy hat éve nem láthatta édesanyját, így visszatért Martinique-re.
Testvére, Theobald meghalt, amikor Leo mintegy 24 éves volt, 1823-ban.
1827-ben Leo Dupont megházasodott* Caroline d'Andiffredivel, 1832-ben pedig megszületett Henrietta nevű lányuk. Caroline meghalt kb. egy évvel Henrietta születése után. Felesége halálát követően Dupont és édesanyja visszatértek Franciaországba, és ott Tours-ban telepedtek le, ahol Leo egy jogi praxist alapított.

## Vallási beállítottság
1837-ben, míg Avilai Szent Teréz képét szemlélte, Leo úgy döntött, hogy aktívabban fogja terjeszteni a katolikus hitet. Írt egy könyvet Mária kegyhelyek címmel, csatlakozott a nemrégiben alakult Páli Szent Vince Társulathoz, és azt  jelentős pénzösszegekkel támogatta. Nem sokkal az 1847-es La Salett-i zarándoklata után meghalt Henrietta lánya, és ezután főként a vallási tevékenységeknek szentelte magát.
1847-ben meghívta Szent Jeanne Jugan-t, hogy alapítson egy házat a Szegények Kis Nővéreinek Tours-ban. Ezt követően ő rendszeresen hozzájárult a Kis Nővérek szegények és idősek iránti szeretetszolgálatához.
Amikor Dupont megérkezett Tours-ba, akkor szent Márton kultusza szinte teljesen kiveszett a gyakorlatból. Két út fedte Szent Márton sírjának elhelyezkedését, hogy szándékosan kitöröljék Szent Márton emlékezetét. Tours-i Szent Márton a szeretetszolgálat modellje volt Leo Dupont számára, s ezért vágyott rá, hogy visszaállítsa Tours püspökének tiszteletét, és elkezdte a bazilika végső [2] helyreállításának folyamatát.
1848 körül Leo Dupont javaslatára Tours katedrálisa kezdett helyreállni, Szent Márton ünnepe körül.
Segített újjáépíteni Szent Márton bazilikáját Toursban. (472-ig vezethető vissza a bazilika.)
1849-ben sikerült megalapítania az Éjszakai Szentség Imádást Tours-ban, ahonnan Franciaország-szerte elterjedt. Az oltáriszentséget támadó írók ellen Dupont írt egy könyvet, Az Újraéledt Hit és az Ismét feléledt kegyelet az Oltáriszentségen keresztül[3] címmel.
A jó híre, mint katolikus aktivista, és a szegények segítője Franciaország szerte elterjedt; kapcsolatban állt a kor más jeles katolikus alakjaival, mint Vianney Szent Jánossal  vagy Szent Eymard Péter Juliánnal, aki szinten propagálta és terjesztette az oltáriszentség tiszteletét. Dupont-ot szeretetteljes munkája és vallási beállítottsága jól ismertté tette Franciaországban, ezért számos  levelet kapott, gyakran „Tour szent emberének” címezve, és a postás tudta, hogy kinek szállítsa ki a leveleket. IX. Pius pápa személyesen dicsérte Dupont-ot.
Dupont édesanyja, fia Tours-i életének nagy részét fiával töltötte, együtt laktak. Miután 1860-ban meghalt Dupont édesanyja, 1860-tól 1870-ig Leo egyre több időt töltött imádságban Veronika kendőjének képe előtt, gyakran viselt szőringet a ruhái alatt, egészen addig, amíg az egészsége meg nem romlott.

## Szent Arc tisztelet
Eltekintve a más szeretetszolgálati cselekedeteitől, Leo Dupont feltehetően leginkább úgy ismert, mint Jézus Szent Arca iránti tisztelet terjesztője. Gyakran úgy említik, mint Jézus Szent Arcának apostolát.
Dupont rendszeres adományokat juttatott a Tours-ban működő karmelitáknak, és kezelte a pénzügyi gondjaikat. Hallott a karmelita apáca, Szent Péterről nevezett Mária nővér 1844-1847 közötti Jézus- és Mária-jelenéseiről. Erre alapozva Veronika kendőjének festett képe előtt elkezdett egy virrasztólámpát égetni, amelyet a kép alá helyezett. Dupont azért ezt a képet használta, mert még nem létezett tiszta kép a turini lepelről, és Jézus arcának a leplen lévő képe elhalványodott, és szabad szemmel sehogyan sem volt kivehető, az első fényképet róla, melyen kivehető volt a negatív képen, Secondo Pia[4] készítette.
Promotálta a VADE RETRO SATANA–t, valamint a Szent Arc engesztelő keresztet, melynek elején Sit Nomen Domini Benedictum, a hátulján pedig  Vade Retro Satana szavak találhatóak. A keresztgerenda jobboldalán Jézus Szentséges Szíve, balján Mária Szeplőtelen Szíve található, középen pedig Veronika kendőjének másolata.
1851-ben Dupont megalapította Jézus Szent Arcának Főkonfraternitását Toursban. Sokat imádkozott és fáradozott Jézus Szent Arcának tiszteletének az elterjedéséért, közel 30 éven át.
A Szent Péterről nevezett Mária nővérre vonatkozó dokumentumok és a tisztelet az egyházban maradt, és nem volt felszabadítható. De Dupont még kitartott. Végül is, 1874-ben Charles-Theodore Colet lett Tours püspökének kinevezve. Colet érsek kivizsgálta a dokumentumokat, és 1876-ban engedélyt adott nekik ezen iratok közzétételére[5] és az áhítat terjesztésére, röviddel Dupont halála előtt. Dupont követői a dokumentumok kiadását Dupont erőteljes imádságainak tulajdonítják, amit az azt megelőző 30 évben mondott.

## Halála és tisztelete
Élete végére Dupont a vagyona nagy részét már teljesen odaadományozta a karmelitáknak, valamint a Páli Szent Vince Társaságának és a Szegények Kisnővéreinek.
Leó Dupont 1876-ban halt meg 79 évesen.
Háza haláláig a Rue St. Etienne-en volt, amit a Tours-i főegyházmegye felvásárolt, és benne valósult meg a Szent Arc Oratóriuma. Colet érsek jóváhagyott egy papi rendet, melyet a Szent Arc papjainak neveztek és a kápolna szolgálatát látták el. Kánonilag 1876-ban emelkedett renddé, és Peter Javier atya, Dupont egyik barátja lett a vezetője.
Javier atya megírta Leo Dupont életrajzát, megírta Szent Péterről nevezett Mária életrajzát is, és egyet Szent Arc tiszteletről. Ezek a könyvek széles körben elterjedtek, és elkezdődött a Szent Arc iránti tisztelet elterjedése. Évekkel később ezek a könyvek hatással voltak Lisieux-i Szent Terézre.
A Szent Arc tisztelet jóváhagyást nyert, XIII. Leó pápa által, 1885-ben.
1939-ben került Dupont szentté avatásának ügye a Szenttéavatási Kongregáció elé.
A Szentszék később Tiszteletre méltónak nyilvánította, és jelenleg a boldoggá avatására vár.

## Öröksége
A Jézus Szent Arca iránti tisztelet melyet Dupont népszerűsített, Leó Dupont halála után is folytatódott a tisztelete. Az 1930-as években egy olasz apáca, Mária Pierina De Micheli nővér a turini leplen található Jézus Szent Arca képet összekapcsolta az eddigi Szent Arc tisztelettel. XII. Pius pápa 1958-ban engedélyezte az új képet, és nyilvántartásba vette Jézus Szent Arca ünnepét, melyet húshagyókedden (hamvazószerda előtti kedd) lehet megtartani az összes római katolikusoknak.
1950-es alapítás a Jézus Szent Arca engesztelő nővéreinek bencés kongregációja, kiknek célja, hogy „szüntelenül azon fáradoznak, hogy a végtelen keresztek mellett álljanak, melyeken Isten Fiát folyamatosan megfeszítik.”
Tiszteletreméltó Leó Dupont erőfeszítései, melyeket a Jézus Szent Arca iránti tisztelet elterjesztése végett kifejtett, meg vannak írva a Tours Szent Embere[6] című könyvben, amelyet Dorothy Scallen írt.

## Fordítás
- Ez a szócikk részben vagy egészben  a   Leo Dupont című angol Wikipédia-szócikk fordításán alapul.  Az eredeti cikk szerkesztőit annak laptörténete sorolja fel. Ez a jelzés csupán a megfogalmazás eredetét és a szerzői jogokat jelzi, nem szolgál a cikkben szereplő információk forrásmegjelöléseként.